# Saint-Julien-du-Pinet
Saint-Julien-du-Pinet är en kommun i departementet Haute-Loire i regionen Auvergne-Rhône-Alpes i centrala Frankrike. Kommunen ligger i kantonen Yssingeaux som tillhör arrondissementet Yssingeaux. År 2022 hade Saint-Julien-du-Pinet 487 invånare.

## Befolkningsutveckling
Antalet invånare i kommunen Saint-Julien-du-Pinet
| Referens: INSEE |